# 山田らの集団
山田らの集団（やまだらのしゅうだん）は、オウム真理教の後継団体であるAleph（アレフ）の金沢支部が分派した宗教団体の通称。石川県金沢市を本拠とし、東京都武蔵野市の二つの拠点で活動、山田美沙子（ヴィサーカー師）を代表者とする。Alephから分派した時期は2014年（平成26年）頃とされる。正式な団体名は不明であり、「山田らの集団」は公安調査庁が定めた便宜上の呼称である。

## 概要
公安調査庁によると、「山田らの集団」の成立経緯は以下の通り。
なお松本麗華はAlephの現役職員であることを否定しており、公安調査庁に対し幹部認定の取り消しを求めたため、同庁は、松本麗華が役員であるとの主張を、2017年（平成29年）の更新請求で撤回した。
公安調査庁は2017年11月、Aleph、ひかりの輪などに加え「山田らの集団」に対しても公安審査委員会に団体規制法に基づく観察処分の更新を求めた。同年12月25日には同庁が立入り検査を行っている。また、同庁は3団体ともに、日常的には別個の活動を行っているが、オウムの教義を広め、実現するという共同目的を保持しているとの見解を表明。2021年1月6日、観察処分が認められ2024年まで施設への立入り検査が可能となった（3年ごと更新）。
麻原への帰依を貫いており、2018年3月には麻原生誕祭を行い「そそそそそそそ尊師、そそそそそそそ尊師、麻原尊師、麻原尊師」と信者らが大声でオウムソングを合唱する様子が報じられた。
2020年10月、他の2団体と同様に観察処分の更新が請求され、2021年1月に2024年までの更新が決定された。本決定時には、20名以上の構成員がいることや、麻原に対する絶対的帰依を隠さずに活動していることが発表された。
法務省の資料「オウム真理教の危険性」によれば、「山田らの集団」について、Aleph同様にオウム真理教「主流派」と位置付けており、ひかりの輪を「上祐派」と呼称しているのと違い、「山田派」というような呼称は用いられていない。